# Colonia Agrícola Independencia
Colonia Agrícola Independencia är en ort i Mexiko.   Den ligger i kommunen Tezonapa och delstaten Veracruz, i den sydöstra delen av landet, 270 km öster om huvudstaden Mexico City. Colonia Agrícola Independencia ligger 345 meter över havet och antalet invånare är 253.
Terrängen runt Colonia Agrícola Independencia är huvudsakligen kuperad, men västerut är den bergig. Runt Colonia Agrícola Independencia är det ganska tätbefolkat, med 100 invånare per kvadratkilometer. Närmaste större samhälle är Cosolapa, 4,6 km öster om Colonia Agrícola Independencia. Trakten runt Colonia Agrícola Independencia består till största delen av jordbruksmark.